# Cucullanus carettae
Cucullanus carettae is een rondwormensoort uit de familie van de Cucullanidae. De wetenschappelijke naam van de soort is voor het eerst geldig gepubliceerd in 1923 door Baylis.